# Ordre de la Croix de Juillet
L'ordre de la Croix de Juillet est une décoration honorifique envisagée par le roi Louis-Philippe Ier pour remercier les participants à la révolution des Trois Glorieuses, origine du régime de la monarchie de Juillet. Deux récompenses furent créées pour ceux qui s'étaient distingués durant les journées des 27, 28 et 29 juillet 1830 : la croix de Juillet et la médaille de Juillet.

## Historique
La « Loi des récompenses nationales », en date du 13 décembre 1830, prévoyait la création d'une « décoration spéciale », créée par une ordonnance le 30 avril 1831 sous le nom de croix de Juillet, destinée à « perpétuer le souvenir des glorieuses journées de la révolution de 1830 ». Les citoyens décorés de la Croix de Juillet devaient prêter serment de fidélité au roi des Français et d’obéissance à la Charte de 1830 et aux lois du royaume. Les honneurs militaires étaient rendus aux titulaires de la Croix de Juillet comme à ceux de la Légion d'honneur. 
Une « commission des récompenses nationales », présidée par le général Fabvier, décernera 1 789 croix, dont plus de 300 à des militaires.

## L'insigne
L'article 2 de l'ordonnance du 30 avril 1831 dispose : « La croix de Juillet consistera en une étoile à trois branches en émail blanc, montée en argent, et surmontée d'une couronne murale en argent. Le centre de l’étoile, divisé en trois auréoles émaillées aux couleurs nationales, entourées d'une couronne de chêne, portera à la face, « 27, 28, 29 Juillet 1830 »; et pour légende, « DONNÉ PAR LE ROI DES FRANÇAIS ». Le revers, divisé comme le centre de la face, portera « le coq gaulois en or », avec cette légende : « PATRIE ET LIBERTÉ ». Le ruban est d'une largeur de 37 mm, aux couleurs de la ville de Paris, bleu azur moiré avec un liseré rouge de 2 mm, placé de chaque côté, à 2 mm du bord.
Une réplique agrandie de l'avers figure sur des médaillons du socle de la colonne de Juillet, sur la place de la Bastille.

## Les récipiendaires
Parmi les titulaires, on peut citer le général Pajol, François-Vincent Raspail, Alexandre Dumas (père), le général La Fayette (commandant de la garde nationale), Adolphe Thiers, François Arago, Henri Boulay de La Meurthe, Pierre-Victorien Lottin, Georges-Eugène Haussmann ; la liste comporte quelques étrangers, par exemple le Polonais Leonard Chodźko, un proche du général La Fayette.